# Sule Stack
Pour les articles homonymes, voir Sule.
Sule Stack est un îlot isolé du Royaume-Uni rattaché administrativement à l'archipel des Orcades en Écosse.
Il se trouve à 66 km à l'ouest de Mainland, l'île principale des Orcades.